# Bernd Streiter
Bernd Streiter (* 1962 in Havelberg) ist ein deutscher Künstler, der Skulpturen, Radierungen, Illustrationen und Handzeichnungen geschaffen hat.
Streiter ist in Perleberg aufgewachsen. Nach dem Abitur 1981 studierte er von 1984 bis 1988 Kunsterziehung und Deutsch an der Humboldt-Universität Berlin und von 1988 bis 1991 Malerei und Grafik an der Hochschule für Grafik und Buchkunst Leipzig. Seit 1992 lebt und arbeitet er im Landkreis Prignitz (Brandenburg): bis 1997 in der  Gemeinde Plattenburg und seit 1997 in Mödlich in der Gemeinde Lenzerwische.

## Werke

### Skulpturen (Auswahl)
| Bezeichnung                           | Bild           | Standort                                                                                    | Errichtung Einweihung   | Weitere Informationen |
| ------------------------------------- | -------------- | ------------------------------------------------------------------------------------------- | ----------------------- | --- |
| Fiekn-Brunnen Hagenow                 | weitere Bilder | Hagenow, Rathausplatz (Landkreis Ludwigslust-Parchim, Mecklenburg-Vorpommern) (Lage)        |                         | Der Brunnen besteht aus drei lebensgroßen Bronzefiguren. Die beiden fiktiven Figuren „Fru Püttelkow“ und Fiek’n (plattdeutsch für Sophie) werden von einem Schusterjungen beim Tratschen belauscht. Der zugehörige Trinkbrunnen besteht aus einer Säule aus Sandstein. |
| Bertha Klingberg                      | weitere Bilder | Schwerin, Bertha-Klingberg-Platz (Lage)                                                     | 2. Juni 2010            | Lebensgroße Bronzestatue zur Erinnerung an Bertha Klingberg (1898–2005), Blumenbinderin und Ehrenbürgerin von Schwerin. |
| Charon                                | weitere Bilder | Mödlich, Lenzener Straße (Lage)                                                             | 1994                    | "Mythischer Fährmann, welcher die Seelen der Verstorbenen über den Styx ins Reich der Schatten bringt" |
| Floerke und Reuter                    |                | Grabow (Elde) (Lage)                                                                        |                         | eine Skulptur mit Franz Floerke und Fritz Reuter |
| Statue August Felten                  | weitere Bilder | Schwerin, Marienplatz (Lage)                                                                | enthüllt am 4. Mai 2013 | Statue von Straßenkehrer August Felten (1852–1931); Guss: Kunstgießerei Flierl; siehe auch Liste der Denkmäler, Brunnen und Skulpturen in Schwerin#Personendenkmäler (darin: August Felten)                                                                            |
| Wittenburger Glücksfänger             | weitere Bilder | Wittenburg (Landkreis Ludwigslust-Parchim), Marktplatz (Lage)                               |                         | |
| Lenzener Narrenfreiheit               | weitere Bilder | Lenzen (Elbe), Burgplatz (Lage)                                                             |                         | Mit sieben Szenen werden Begebenheiten zur Lenzener Stadtgeschichte dargestellt. |
| Brezeltante Anne Grieben              | weitere Bilder | Lenzen (Elbe), vor dem Rathaus (Lage)                                                       |                         | |
| Gänse- und Ferkelbrunnen in Perleberg |                | Perleberg, nahe Wallgebäude, Puschkinstraße (Lage)                                          |                         | |
| Uwe Johnson-Stele                     |                | Cramon: Stele für den Schriftsteller Uwe Johnson, Friedhof um die Dorfkirche Cramon, (Lage) |                         | |

### Schriften
- Das Nikolausbuch für Fürchtenixe. Getextet und geklextet von Bernd Streiter. Moränenland-Verlag, Bredenfelde [2013], ISBN 978-3-944457-17-8.

#### Mitwirkung als Illustrator
- Theodor Fontane: Herr von Ribbeck auf Ribbeck im Havelland. Aufbau-Verlag, Berlin 2002 / Betz, Berlin/Wien 2012.
- Brandenburg / Bd. 1. Die Uckermark. 2012, 2. aktualisierte und erw. Auflage.
- Dörte Grimm: Die Legende von Heine Klemens. Schaltzeit Verlag, Berlin [2020].
- Dörte Grimm: Der Räuber Bassewitz. Schaltzeit Verlag, Berlin 2023.